# Alpha (draagraket)
Alpha is het eerste type draagraket van Firefly Aerospace. Deze commerciële, orbitale raket maakte op 3 september 2021 zijn eerste testvlucht en slaagde er op 1 oktober 2022 voor het eerst in een baan om de Aarde te bereiken.

## Geschiedenis
Firefly Space Systems, de voorloper van Firefly Aerospace had ook een ontwerp voor een raket die Alpha heette. Die raket zou een stuk lichter zijn, een andere brandstof gebruiken en circulaire aerospikemotoren hebben. Dit ontwerp sneuvelde in het faillissement van 2017.
Na een doorstart met een nieuwe investeerder presenteerde Firefly’s directeur Tom Markusic in Austin op het technologiefestival South by Southwest 2018 het nieuwe ontwerp dat Alpha 2.0 werd genoemd. De toen genoemde stuwkrachtwaarden zouden in de loop der tijd nog omhoog worden bijgesteld. Tot 2021 werden eerst de losse raketmotoren getest en daarna complete rakettrappen. 

### Eerste (mislukte) testvlucht
Eind 2020 was de Alpha bijna klaar voor zijn eerste vlucht. De doeldatum voor die eerste vlucht verschoof echter meermaals en stond per augustus 2021 gepland voor 2 september met een grote onzekerheidsfactor. Dit soort vertragingen in de laatste fase is overigens niet ongebruikelijk in de ruimtevaart industrie. 
Op 12 april 2021 werd de eerste Alpha op Lanceercomplex 2W van Vandenberg Space Force Base geplaatst. Vooraf aan de eerste lancering wordt nog een statische starttest uitgevoerd. 
Op 22 mei 2021 werd een generale repetitie gehouden waarbij de brandstoftanks werden gevuld en de opstart sequentie van een lancering, uitgezonderd het starten van de motoren werd uitgevoerd. Op 18 augustus 2021 volgde een generale repetitie met statische start. Tijdens de eerste vlucht, met missienaam DREAM worden 26 CubeSats gelanceerd. Youtuber Tim Dodd, alias the Everyday Astronaut, is ingehuurd om de officiële livestream van deze eerste lancering te presenteren.
De raket zou aanvankelijk op 3 september om 1:00 UTC lanceren. In de laatste twintig seconden voor de lancering werd de aftelsequentie afgebroken en de klok gereset. Om 1:59 werd wel gelanceerd. De raket accelereerde onvoldoende en was pas na ruim twee minuten supersonisch. Na ongeveer twee en een halve minuut verloor men de controle over de raket. De neuskegel en vracht werden er tijdens de buiteling door de luchtstroom afgerukt. Hierop volgde om veiligheidsreden een abort-commando van Space Launch Delta 30, het US Space Force-onderdeel dat Vandenberg Space Force Base beheert, en explodeerde de raket. De oorzaak van de anomalie wordt onderzocht. Het komt overigens zelden voor dat een volledig nieuw raketontwerp, dat niet voortborduurt op voorgangers, zijn eerste vlucht voltooit.
Drie dagen na de testvlucht werden enkele voorlopige bevindingen gedeeld. 15 seconde in de vlucht stopte een van de Reavers omdat een brandstofklep zich ongepland sloot en daardoor de brandstoftoevoer stopte. Dit wijst op een elektrisch probleem. De raket vloog door tot T+145 seconden maar had door het ontbreken van een motor moeite met de besturing. Waarom de bewuste brandstofklep sloot wordt nader onderzocht.
Tom Markusic vertelde aan Youtuber Tim Dodd dat ze de motoren hadden kunnen bergen en er bij de falende motor duidelijk een slijtage in de connectiepinnen van een elektrisch aansluitstuk bleek te zitten. Dit vergemakkelijkte het onderzoek naar de oorzaak. De connector was losgeschud doordat er op de plaats van de connector tijdens de vlucht veel meer trillingen waren dan bij tests op de grond naar voren was gekomen. De locatie van de connectoren voor die functie werd daarop verplaatst.

### Tweede testvlucht
Eind december 2021 werd de voorbereiding van testvlucht 2 op Vandenberg Space Force Base op bevel van de Space Force stilgelegd. Dit gebeurde omdat Firefly grotendeels in handen van de Oekraïense investeringsmaatschappij van Max Polyakov was en de Space Force uit veiligheidsoverwegingen geen buitenlandse entiteiten op zijn grondgebied actief wil hebben.  
Op 16 februari 2022 verkocht Polyakov zijn aandelen voor een dollar aan Tom Markusic. De volgende dag voerde Firefly met succes de statische starts van beide rakettrappen uit waarna deze naar Vandenberg konden worden overgebracht. Op 24 mei 2022 waren beide rakettrappen op Vandenberg Space Force Base aangekomen. De tweede testlancering beoogt een 35 kilogram wegende experimentele NASA-satelliet (voor het opruimen van ruimtepuin) in een retrograde baan om de Aarde op 300 kilometer hoogte te te plaatsen. Op 12 september 2022 (lokaal in Californië nog 11 september) werd een eerste poging tot lancering van deze tweede Alpha-raket ondernomen. Nadat de aftelsequentie drie keer voortijdig was afgebroken werd de vlucht voor die dag afgelast; Er zou zich instabiliteit in de heliumdruk hebben voorgedaan. Op 30 september 2022 werd een nieuwe lanceerpoging ondernomen. De eerste aftelsequentie die dag werd op T -4:30 gestopt. Een tweede aftelsequentie werd bij T 0, na het starten van de motoren, afgebroken waarna die dag geen nieuwe poging meer werd ondernomen. Een dag later, op 1 oktober 2022 om 07:01 UTC, slaagde Firefly erin de raket te lanceren. De vlucht liep volgens de eerste berichten volledig volgens plan en er werden drie satellieten in de hun baan gebracht. Op 6 oktober 2022 kwamen er berichten dat de satellieten mogelijk in een lagere dan beoogde baan waren geplaatst wat op een ondermaatse prestatie van een van de rakettrappen zou wijzen.

### Derde vlucht
Op 15 september (lokaal 14 september) werd de derde Alpha gelanceerd vanaf Vandenberg. Het ging om een demonstratiemissie voor de US Space Force onder de naam Victus Nox, waarbij Firefly een Quick Reaction-lancering binnen 60 uur een vracht moest klaarmaken voor lancering, vervolgens binnen 24 uur na een verwittiging door de Space Force de vracht op de raket monteren te lanceren en in de gewenste baan om de Aarde brengen.

### Vierde vlucht
Tijdens de vierde vlucht op 22 december 2023 werd een elliptische lage baan om de Aarde zonder problemen bereikt. Echter toen de tweede trap herstartte om de baan circulair te maken, faalde de raket de beoogde baan te bereiken en werd de satelliet in een onjuiste baan afgekoppeld. Er werd communicatie met de experimentele satelliet van Lockheed Martin bereikt en de testmissie werd desondanks in deze elliptische baan opgestart. De levensduur van de satelliet is in deze baan korter. De oorzaak werd gevonden in een programmeerfout in het besturings-, geleidings- en navigatiesysteem.

### Vijfde vlucht
De vijfde vlucht op 4 juli 2024 was succesvol.

### Zesde vlucht
Tijdens de zesde vlucht zwenkte de tweede trap direct na het afwerpen van de eerste trap een paar keer maar herstelde zich uiteindelijk. Het lijkt erop dat dit het gevolg is van het exploderen van de straalbuis-verlenging van de Lightning-motor. 
In eerste instantie werd gemeld dat de tweede trap de orbitale snelheid had bereikt maar bijgevolg in een lager dan geplande baan terecht was gekomen. Een aantal uren later bleek dat de orbitale snelheid niet was bereikt en de tweede trap en vracht boven de Zuidelijke Oceaan terugvielen in de atmosfeer.

## Ontwerp
De tweetrapsraket valt in de lichte klasse en kan een nuttige lading maximaal 1000 kg in een tweehonderd kilometer hoge baan om de Aarde brengen en 600 kg naar een zon-synchrone baan.
De vier Reaver-motoren van de eerste trap werken op RP-1 (raketkerosine) volgens het principe van de aftap-verbrandingscyclus. Hierbij wordt de turbopomp aangedreven met druk die uit de verbrandingskamer wordt afgetapt. De stuwkracht is niet regelbaar. Ook de Lightning-motor van de tweede trap werkt volgens dit principe. Iedere Reaver kan in maar een vlak kantelen (de meeste kantelbare motoren kantelen in twee vlakken) maar doordat de vier motoren samenwerken kan hiermee toch pitch-, yaw- en roll-besturing worden bereikt. De motoren zijn door Firefly zelf ontworpen maar worden met hulp van Aerojet Rocketdyne geproduceerd.
Beide trappen zijn grotendeels uit koolstofvezel geconstrueerd en hebben een diameter van 1,80 meter. Inclusief de neuskegel is de raket 29 meter lang. De diameter van de neuskegel is 2 meter. Het cilindrische gedeelte van de neuskegel is 2,50 meter lang en de toelopende top is 1,57 lang. De raketten zullen op termijn in een nieuw te bouwen fabriek op het Exploration Park van het Kennedy Space Center worden geproduceerd.

## Lanceerplaatsen
Firefly huurt twee lanceerplatforms voor de Alpha. Complex SLC-2W van Vandenberg Air Force Base werd na de laatste vlucht van ULA’s Delta II overgedragen aan Firefly en verbouwd. Dit complex werd voor de eerste vluchten gebruikt. Ook SLC-20 van Cape Canaveral Space Force Station wordt aan Firefly verhuurd en komt later gereed.
Op 24 juni 2024 kondigde Firefly en Virginia Space aan dat complex LP-0A van de Mid-Atlantic Regional Spaceport dat al zou worden aangepast voor de raketten Antares 330 en Firefly MLV, ook geschikt voor de Alpha zal worden gemaakt.
Op 27 juni 2024 maakte Firefly bekend de Alpha ook vanaf het Esrange Space Center in Zweden te gaan lanceren. De eerste alpha-lancering daar wordt in 2026 verwacht.

## Concurrentie
Met een maximum vrachtcapaciteit van 1000 kg naar een lage baan om de Aarde concurreert de raket met de duurdere, krachtiger Minotaur IV van Northrop Grumman. Maar die mag alleen voor Amerikaanse overheidsbedrijven als NASA en Department of Defense worden ingezet. Ook de Vega van Arianespace kan als concurrent worden gezien. 
De Terran 1 van Relativity Space die ook in de laatste fase van de ontwikkeling verkeert lijkt qua mogelijkheden en prijs de belangrijkste concurrent te zullen worden. ABL Space Systems ontwikkelde hun RS1 voor dezelfde markt, maar veranderde zijn strategie om te focussen op militaire toepassingen. Verder wil Firefly de concurrentie met kleinere raketten als de Electron van Rocket Lab aan gaan voor de CubeSat-markt. De Alpha kan grotere aantallen van dit soort minisatellieten lanceren waardoor de lanceerprijs per satelliet lager kan.